# Idríszidák
Az Idríszidák (arabul الأدارسة, tudományos átiratban al-Adārisa, magyarosan al-Adárisza) egy arab származású muszlim uralkodóház tagjai voltak, akik a mai Marokkó és Algéria egyes területeit uralták Fez (Fász) központtal 789-től 985-ig. Államukat a bagdadi Abbászidáktól függetlenedve hozták létre, és végül hosszas hanyatlás után a Fátimidák egyiptomi birodalma, valamint az Omajjádok vezette Córdobai Kalifátus közti harcban felőrlődtek. E dinasztia tagja volt Abu Abdalláh al-Idríszi, a középkori világ egyik legjelentősebb földrajztudósa is.

## A dinasztia megalapítása
A dinasztiát Idrísz ibn Abdalláh ibn al-Haszan, Ali ibn Abi Tálib, a síiták által első imámnak tartott negyedik kalifa ükunokája, a második imámnak tekintett al-Haszan dédunokája alapította. Idrísz részt vett az unokaöccse, al-Huszajn ibn Ali ibn al-Haszan hidzsázi felkelésében 786-ban, azonban vele ellentétben megmenekült a fahhi vereségből. Egyiptomon keresztül egészen Tilimszánig ment Rásid nevű hű szabadosa társaságában, majd 788 augusztusában Valílába (az ókori Volubilis) települt, ahol a helyi auraba berberek főnöke, Abu Lajla biztosított neki védelmet. Bár a források szerint a törzs nem volt síita, a törzsfő 789. február 5-én imámmá kiáltotta ki az Alitól származó Idríszt, aki az aurabákra támaszkodva megkezdte a környék jobbára pogány, keresztény vagy zsidó népének hódoltatását: keleten Táza, nyugaton Támeszna vidékéig terjesztette ki a befolyását. Hadjáratai során alapította meg támaszpontként Fez városát. Valílában halt meg 791 május-júniusában; állítólag Hárún ar-Rasíd, a Marokkó elvesztésébe belenyugodni nem tudó bagdadi abbászida kalifa mérgeztette meg.

## Fénykor
Idrísz berber ágyasa, Kanza hét hónapos terhes volt az imám halálakor. Rásid, az uralkodót kezdettől fogva támogató szabados rávette a berbereket, hogy várják ki a terhesség végét, és ha fiú születne, ismerjék el uruknak. A feljegyzésekben „Kisebb” Idrísznek nevezett gyermek mellett eleinte ő, majd egy, az Aglabidák támogatta lázadás során bekövetkezett halála után bizonyos Abu Hálid Jazíd ibn Iljász vette át a kormányzat irányítását (802). Abu Hálid 803-ban kiáltotta ki imámnak a tizenegy esztendős Idríszt, aki békét kötött az ifríkijai Aglabidákkal, majd az elkövetkező években megpróbált elszakadni a berber befolyástól. 808-ban, miután kivégeztette az aurabák vezetőjét, ismét feleskette magára alattvalóit, majd Fezbe települt, amit fokozatosan jelentős várossá épített ki. Ezután sikeres hadjáratokat vezetett a Magas-Atlasz hegységben élő maszmúda berberek ellen, majd elfoglalta Tilimszán vidékét, amit néhány év után unokatestvére, Muhammad ibn Szulajmán irányítására bízott. Uralkodása hátralévő részében gyakorta harcolt az ellenséges berber törzsek ellen, és a berber befolyás csökkentése érdekében arabokat telepített Fezbe. Halálát baleset okozta 828 szeptemberében.
Idrísz tizenkét fiút hagyott hátra. Közülük a legidősebb, Muhammad vette át a hatalmat, ő pedig nagyanyja tanácsára nyolc nagykorú fivére között osztotta fel apja birtokait, míg Muhammad ibn Szulajmánt meghagyta Tilimszán élén. A felosztás hatalmi harcokhoz vezetett a fivérek között, de Muhammad meg tudta őrizni a főségét. 836-os halálakor a kilenc esztendős fia, Ali (836–849) követte a trónon, aki helyett nagykorúságáig a törzsfők irányították az állam ügyeit. Önálló uralkodása alatt tehetséges fejedelemnek bizonyult, hasonlóan a halála után trónra lépő fivéréhez, I. Jahjához (849–863), aki jelentős építkezéseket hajtott végre az egyre növekvő fővárosban.

## A hanyatlás
Utódja, a fia, II. Jahja (863–866) jelentős mértékben tovább aprózta a közvetlen uralkodói kézben lévő birtokokat, megnövelve a család többi ágának hatalmát, ráadásul züllött életet élt, így végül egy magánéleti botrány miatt kellett elmenekülnie. Miután tisztázatlan körülmények között meghalt, egy unokatestvére vette át a hatalmat. Ezután állandósultak a hatalmi küzdelmek a család különböző ágaihoz tartozó trónkövetelők között, amihez különféle háridzsita színezetű lázadások társultak. 917-ben az iszmáilita síita Fátimidák Ifríkijából kiindulva hódoltatták IV. Idríszt (905–919/20), aki főségüket elismerve megmaradhatott Fez és vidéke kormányzójának, ám a többi terület közvetlen fátimida igazgatás alá került. Végül őt is megfosztották hatalmától. A család egy tagja, al-Haszan al-Haddzsám 925-ben vissza tudta szerezni Fezt, de csupán 927-ig, amikor a fátimida helytartó, Músza ibn Abi l-Áfija helyreállította a hatalmát.

## Bukás
Ezután zűrzavaros időszak következett, amit Ibn Abi l-Áfija függetlenedési törekvései, valamint a Fátimidák és a córdobai Omajjádok beavatkozása jellemzett. Ezt kihasználva az idríszida al-Kászim Gannún 937/938 során megszerezte Tanger és a Ríf-hegység vidékét, és a területet a córdobai kalifák nevében kormányozta 948/949-ben bekövetkezett haláláig. Két fia, Ahmad (948/949–954/955) és al-Haszan (954/955–974) szintén az Omajjádok kormányzója volt, egészen a Fátimidák újabb felbukkanásáig: Dzsauhar asz-Szikilli hadai 958-ban ismét fátimida hűségre kényszerítették az Idríszidákat. Az Omajjádok 972-ben indultak a terület visszahódítására, és 974-ben bevették a fejedelem fellegvárát, Hadzsar an-Naszrot. Az Idríszidákat ezúttal eltávolították törzsterületükről, és Córdobába vitték őket a fejedelemmel, al-Haszannal együtt, akit azonban néhány év múltán a fátimida kézre került Egyiptomba száműztek. Kairói támogatással 985-ben még megpróbált visszatérni, de az omajjád erők legyőzték, fogságba ejtették és megölték a Córdobába vezető úton, végleg felszámolva az idríszida restauráció lehetőségét.

## Uralkodók
| Uralkodó                | Születési idő    | Halálozási idő     | Élethossz | Uralkodási idő    | Uralkodási évek | Neve arabul                             | Megjegyzés                |
| ----------------------- | ---------------- | ------------------ | --------- | ----------------- | --------------- | --------------------------------------- | ------------------------- |
| I. Idrísz               | 745              | 791 májusa/júniusa | 46 év     | imám: 789 – 791   | 2 év            | إدريس بن عبد الله الكامل                |                           |
| II. Idrísz              | 791. október 14. | 828. augusztus 28. | 36 év     | imám: 791 – 828   | 36 év           | إدريس الثاني                            | I. Idrísz utószülőtt fia. |
| Mohammed                | ?                | 836 áprilisa       | ? év      | imám: 828 – 836   | 8 év            | مُحَمَّد بن إِدرِيس                           | II. Idrísz fia.           |
| I. Ali                  | 827              | 848 januárja       | 21 év     | imám: 836 – 848   | 12 év           | علي بن مُحَمَّد                             | Mohammed fia.             |
| I. Jahja                | 829              | 864                | 35 év     | imám: 848 – 864   | 16 év           | يحيى بن محمد بن إِدرِيس                   | Mohammed fia.             |
| II. Jahja               | ?                | 874                | ? év      | imám: 864 – 874   | 10 év           | يَحيَى بن يَحيَى                            | I. Jahja fia.             |
| II. Ali                 | ?                | 883                | ? év      | kalifa: 874 – 883 | 9 év            | علي بن عمر بن إدريس                     | II. Idrísz unokája.       |
| III. Jahja              | ?                | 904                | ? év      | imám: 883 – 904   | 21 év           | يحي بن القاسم بن إدريس                  | II. Idrísz unokája.       |
| IV. Jahja               | ?                | kb. 947            | ? év      | imám: 904 – 917   | 13 év           | يحيى بن إدريس بن عمر                    | II. Ali unokaöccse.       |
| Fátimida uralom 917–925 |                  |                    |           |                   |                 |                                         |                           |
| I. Al-Haszan            | ?                | 944                | ? év      | imám: 925 – 927   | 2 év            | الحجام الحسن بن محمد بن القاسم بن إدريس |                           |
| Fátimida uralom 927–937 |                  |                    |           |                   |                 |                                         |                           |
| Al-Kászim               | ?                | 948                | ? év      | imám: 937 – 948   | 11 év           | القاسم كنون بن أبراهيم                  |                           |
| Ahmed                   | ?                | 954                | ? év      | imám: 948 – 954   | 6 év            | أبو العيش أحمد بنالقاسم كنون            | Al-Kászim fia.            |
| II. Al-Haszan           | ?                | 985                | ? év      | imám: 954 – 974   | 20 év           | الحسن بن كنون                           | Al-Kászim fia             |